# 초르니예브라티야섬
초르니예브라티야섬(러시아어: Чёрные Братья, 일본어: 知理保以島)는 러시아 사할린주 쿠릴 열도 중부에 속해있는 섬이며 한때, 일본 네무로 지청 지시마국에 위치해 있던 섬이었다. 우루프섬의 북쪽에 위치해 있다.

## 개요
이 섬은 치르포이섬(지리호이섬 또는 지레루보이섬)과 브라트치르포예프섬(지리호이미나미섬)으로 이루어져 있다.

## 화산
치르포이 섬에는 해발 748m의 작지만 활동이 매우 활발한 성층 활화산이 있는데, 1982년에 분화한 적이 있다. 정상에서는 아직도 유황 가스가 뿜어나온다.